# Scuba and Nitrox Safety International
La SNSI (Scuba and Nitrox Safety International) è un'agenzia didattica nata in Italia per l'addestramento all'attività subacquea, è membro del Recreational Scuba Training Council (RSTC) ed è riconosciuta a livello internazionale.
SNSI sviluppa supporti didattici non solo di tipo tradizionale, (quali Manuali cartacei e DVD), ma anche digitale, con contenuti multimediali ed interattivi, in modo da facilitare l'insegnamento (per gli Istruttori) e l'apprendimento (per gli allievi).
SNSI trasmette ai propri associati il rispetto e la tutela dell'ambiente, in particolare promuovendo eventi ed iniziative della ULP - Underwater Life Project.

## Storia
Nel 1995 l'agenzia didattica ricreativa SNSI - Scuba and Nitrox Safety International, viene fondata da Umberto Pepoli che introdusse in Italia, l'utilizzo del Nitrox.
Nel 1997 viene presentato il corso SCR Semi Closed Rebreather.
L'anno 2000, è caratterizzato dalla creazione, da parte del presidente Fulvia Lami, del sistema ricreativo Air Program. Nel frattempo SNSI fa il suo ingresso come membro nella RSTC (Recreational Scuba Training Council) ed ottiene successivamente il riconoscimento che certifica la qualità dei prodotti didattici, la ISO 9001: 2008
Nel 2005 viene creata la linea SNSI Technical con i corsi Explorer Diver 1 ed Explorer Diver 2 per l'immersione con l'ausilio di miscele Trimix e decompressione in Nitrox e Ossigeno.
Nel 2013 SNSI apre negli Stati Uniti e Corea del Sud, mentre nel 2014 l'agenzia si sviluppa aprendo centri in America Latina.
Altri paesi in cui opera l'agenzia didattica sono: Arabia Saudita, Argentina, Brasile, Cile, Cipro, Colombia, Costa Rica, Croazia, Cuba, Ecuador, Egitto, Germania, Honduras, Malta, Messico, Panama, Polonia, Porto Rico, Repubblica Ceca, Repubblica Dominicana, Spagna e Venezuela.

## Certificazioni

### SNSI Recreational (Brevetti per Subacquea Ricreativa)
- Snorkeling Diver
- Scuba Kids
- Indoor Scuba Diver 1
- Indoor Scuba Diver 2
- Indoor Scuba Diver 3
- Scuba Diver (Supervised Diver ISO24801.1:2014)
- Open Water Diver (Autonomous Diver ISO24801.2:2014)
- Advanced Open Water Diver
- Rescue Diver
- Master Diver

### Corsi di Specialità
- Underwater Photography Diver
- BLS-D First Aid
- Oxygen Provider
- Recreational Nitrox Diver
- Full Face Mask Diver
- Master Buoyancy and Trim Diver
- Underwater Navigation Diver
- Deep Diver
- Night and limited visibility Diver
- Boat and Drift Diver
- Dry Suit Diver
- Ice Diver

### Corsi di Specialità Avanzata
- Recreational Deco Diver
- Sidemount Diver
- Wreck Trek Diver

### SNSI Technical (Brevetti per la Subacquea Tecnica)
- Explorer Diver 1
- Explorer Diver 2
- Semi Closed Rebreather Diver[9]
- Explorer Instructor 1
- Explorer Instructor 2
- Semi Closed Rebreather Instructor
- Explorer Trainer 1
- Explorer Trainer 2
- Semi Closed Rebreather Trainer
- Instructor Evaluator Trainer

### SNSI Professional (Brevetti Professionali)
- Divemaster
- BLS-D Instructor
- Oxygen Supplier Instructor
- Open Water Instructor
- Nitrox Instructor
- Photo Instructor
- Dive Master Instructor
- Master Instructor
- Recreational Deco Instructor[14]
- Wreck Trek Instructor
- Sidemount Instructor
- Assistant Trainer
- Instructor Trainer
- Instructor Evaluator